# Villareal (Samar)
Villareal est une municipalité de la province du Samar, aux Philippines.
Sa population est de 26 221 habitants au recensement de 2010 sur une superficie de 99 km2, subdivisée en 38 barangays.